# Lybius chaplini
El barbudo de Chaplin o barbudo zambiano (Lybius chaplini) es una especie de ave de la familia de barbudos africanos (Lybiidae). Su hábitat natural mayormente es en la sabana y en tierras cultivables. Es endémico en Zambia.
Esta especie es amenazada por la pérdida de hábitat.